# 少年サスペンス
『少年サスペンス』は、1998年4月2日から9月24日まで毎週木曜日の25:00-25:25にテレビ朝日で放送されていた深夜ドラマである。全9作。

## 各話リスト
- 第1作「消された私、女子高生の孤独！」前・後編
  - 1998年4月2日～4月9日放送
  - 脚本:矢崎広海
  - 監督:堤幸彦
  - 出演:三輪明日美、古屋暢一、モロ師岡、川俣しのぶ、槙野愛弓、平川由梨、菅原梓、酒井若菜、みつまジャパン

- 第2作「ビジュアルバンド殺人事件！」前・後編
  - 1998年4月16日～4月23日放送
  - 脚本:遠藤察男
  - 監督:堤幸彦
  - 出演:山口紗弥加、水川あさみ、白竜、山田直記、吉田茂利、渡辺泰弘、丹野順哉、保積ぺぺ

- 第3作「女子高生秘湯の謎！」前・後編
  - 1998年4月30日～5月7日放送
  - 脚本:吉野晃章
  - 監督:佐藤隆之
  - 出演:岡元夕起子、徳山秀典、朝加真由美、剛たつひと、本田彩子、山本康、内藤陽子

- 第4作「狙われたセーラー服」前・後編
  - 1998年5月14日～5月28日放送
  - 脚本:遠藤察男
  - 演出:佐藤隆之
  - 出演:村田和美、仲間由紀恵、橋龍吾、うじきつよし、ひがたともこ

- 第5作「保健室に見た恐怖！」前・中・後編
  - 1998年6月4日～6月18日放送
  - 脚本:吉野晃章
  - 演出:二階健
  - 出演:加藤あい、佐野瑞樹、榎本雄太、大賀勇気、岡本佳保里、安藤聖

- 第6作「制服モデルの悲劇！」前・中・後編
  - 1998年6月25日～7月9日放送
  - 脚本:小川浩之
  - 総合演出:堤幸彦
  - 演出:鬼頭理三
  - 出演:松尾れい子、高橋譲、筧利夫、星川なぎね、小野塚弘二、種子、滝沢明弘、三崎千春

- 第7作「恐怖のラフティング」前・中・後編
  - 1998年7月23日～8月6日放送
  - 脚本:遠藤察男
  - 演出:保母浩章
  - 出演:直瀬遥歩、小場賢、嘉門洋子、鶴見辰吾、近田慎太郎、野田吉行、横尾由起

- 第8作「恐怖のＥメール」前・中・後編
  - 1998年8月13日～8月27日放送
  - 脚本:池田裕幾
  - 演出:小松隆志
  - 出演:松田純、岡部令子、角替和枝、塚本高史、中江太、滝川豊、千東茉由、中丸シオン

- 第9作「謎の男子転校生」前・中・後編
  - 1998年9月10日～9月24日放送
  - 脚本:吉野晃章
  - 演出:堤幸彦
  - 出演:天野浩成、大柴邦彦、浅川ちひろ、西田ももこ、安達哲朗、鈴木理恵、実田江利花、坪井森司、坂本裕史、堀江慶、大河内浩、星川なぎね、田口しおり、チョコ、たなべかつや、天岸将、古田島正一、小山万璃音、島裕二、村上栄、中垣章人、豊嶋稔、奈良坂篤、村木仁、佐藤貢三、アレクサンダー大塚、福井裕佳梨、脊山麻理子、槙尾祐介、青山祐佳里

## スタッフ
- プロデューサー:島袋憲一郎（テレビ朝日）、三輪祐見子（テレビ朝日）、長坂信人（オフィスクレッシェンド）
- 脚本:吉野晃章（1～3作）
- 演出:堤幸彦（1～3作）
- 制作:テレビ朝日、オフィスクレッシェンド
- エンディングテーマ:BAJI-R「幸せになろう」
- テーマソング:オセロケッツ「アンサーソン」